# EX-118
La carretera EX-118 es de titularidad de la Junta de Extremadura. Su categoría es básica. Su denominación oficial es EX-118, de Guadalupe a Navalmoral de la Mata.

## Historia de la carretera
Es la antigua CC-713 que fue renombrada en el cambio del catálogo de Carreteras de la Junta de Extremadura en el año 1997.

## Inicio
Su origen está en la glorieta intersección con EX-102 cerca de Guadalupe. (39°26′25″N 5°18′43″O / 39.440239, -5.311950)

## Final
Su final está en el enlace con la A-5 cerca de Peraleda de la Mata. (39°53′18″N 5°29′54″O / 39.888306, -5.498242)